# Cucullia albifuscata
Cucullia albifuscata là một loài bướm đêm trong họ Noctuidae.